# Студентська рада Києва
Студе́нтська ра́да м. Ки́єва (скорочено СРК) — добровільне об'єднання органів студентського самоврядування вищих навчальних закладів міста Києва. СРК співпрацює з молодіжними та студентськими організаціями столиці.
Ідея створення Студентської ради, що об'єднує органи студентського самоврядування столиці нашої держави, народилась у період формування незалежної України в 1990-х роках.
З квітня 2013 року контроль над Студентською радою м. Києва за допомогою тиску на студентів перебрало Міністерство освіти і науки України, що перебувало під керівництвом Дмитра Табачника, але після всіх подій під час Революції Гідності, Студентська рада знайшла сили вийти з-під цього впливу та почати налагоджувати роботу студентських самоврядувань у вишах м. Києва.

## Мета діяльності
Студентська рада м. Києва своїм основним завданням декларує захист, представництво та реалізацію прав та інтересів студентства, розвитку їхнього потенціалу через залучення до процесу прийняття рішень та реалізації ініціатив кожного студента Києва.
СРК прагне консолідувати та розвивати студентське самоврядування міста, забезпечити функціонування комунікативної платформи для обміну досвідом та інформацією, налагодити та підтримувати ефективний діалог між органами влади та СРК, реалізовувати проекти, що приносять користь студентській молоді м. Києва. На думку активістів, це дає можливість зробити вплив студентів на вищу освіту більш глобальним та реальним, підвищить роль окремого студента у розв'язанні питання якою ж має бути вища освіта.

## Членство
Членство у Студентській раді м. Києва передбачає бажання учасників поліпшувати життя студентів Києва, брати участь у студентському самоврядуванні та розвитку потенціалу студентів столиці завдяки активній діяльності, ініціації та реалізації проектів. Членство реалізується на основі підписання договору між представниками органів студентського самоврядування Києва - вступ до СРК проходить на рівні делегування студентським самоврядування ВНЗ м. Києва до Студентської ради Голови ОСС або Заступника Голови ОСС ВНЗ.

## Хронологія діяльності
Студентську раду м. Києва заснували у 2002 році. Першим офіційним головою студентського об'єднання став студент Національного медичного університету імені Олександра Богомольця Павло Мильников. Але організація існувала тільки на папері та не змогла себе реалізувати повною мірою.
У 2005 році головою СРК обрано Олександру Романцову — голову Студентської ради університету «КРОК», з якою пов'язують «реанімацію» організації та початок її становлення.
19 червня 2007 року в Колонній залі КМДА було підписано Договір про співпрацю між органами студентського самоврядування вищих навчальних закладів міста Києва й обрано координатором СРК студентку Національного авіаційного університету Євгенію Малих, з чиїм іменем пов'язано становлення та утвердження Студентської ради м. Києва як потужної міжуніверситетської організації, що представляє інтереси близько 300 000 студентів столиці.
За 2 роки роботи в СРК команда Євгенії Малих реалізувала низку проектів, спрямованих на розвиток студентського самоврядування в місті (Школа студентського самоврядування), розвиток студентської незалежної преси, реалізацію прав студентів.
18 березня 2009 року на II загальних звітно-виборчих зборах Студентської ради Києва координатором СРК обрано студента Національного університету харчових технологій Костянтина Шейгаса.

### Рейдерське захоплення (2013)
26 лютого 2013 року в залі засідань Адміністративної ради НТУУ «Київський політехнічний інститут», після майже 2-х років бездіяльності, відбулися Загальні збори Студентської ради Києва. Завданням зібрання було відновити діяльність організації та обрати нового координатора. Керівники 23 органів студентського самоврядування вищих навчальних закладів міста Києва обрали нового координатора ради — студентку УДУМФТ Оксану Дяченко. Цього ж дня у іншому приміщенні університету відбулася спроба рейдерського захоплення ради. Невідомі молодики на чолі з підконтрольним Міністерству освіти і науки України студентом ІМВ КНУ ім. Шевченка Артемом Нікіфоровим фіктивно обрали головою СРК Нікіфорова. Після цих подій на представників СРК стали тиснути адміністрації відповідних ВНЗ та МОН з вимогами публічно визнати головою СРК Артема Нікіфорова, привітати його, зробити записи про це в інтернеті, в тому числі на приватних сторінках студентів у соціальних мережах. Європейський союз студентів, у зв'язку з цими подіями, висловив занепокоєння спробами МОНу взяти під контроль студентське самоврядування.

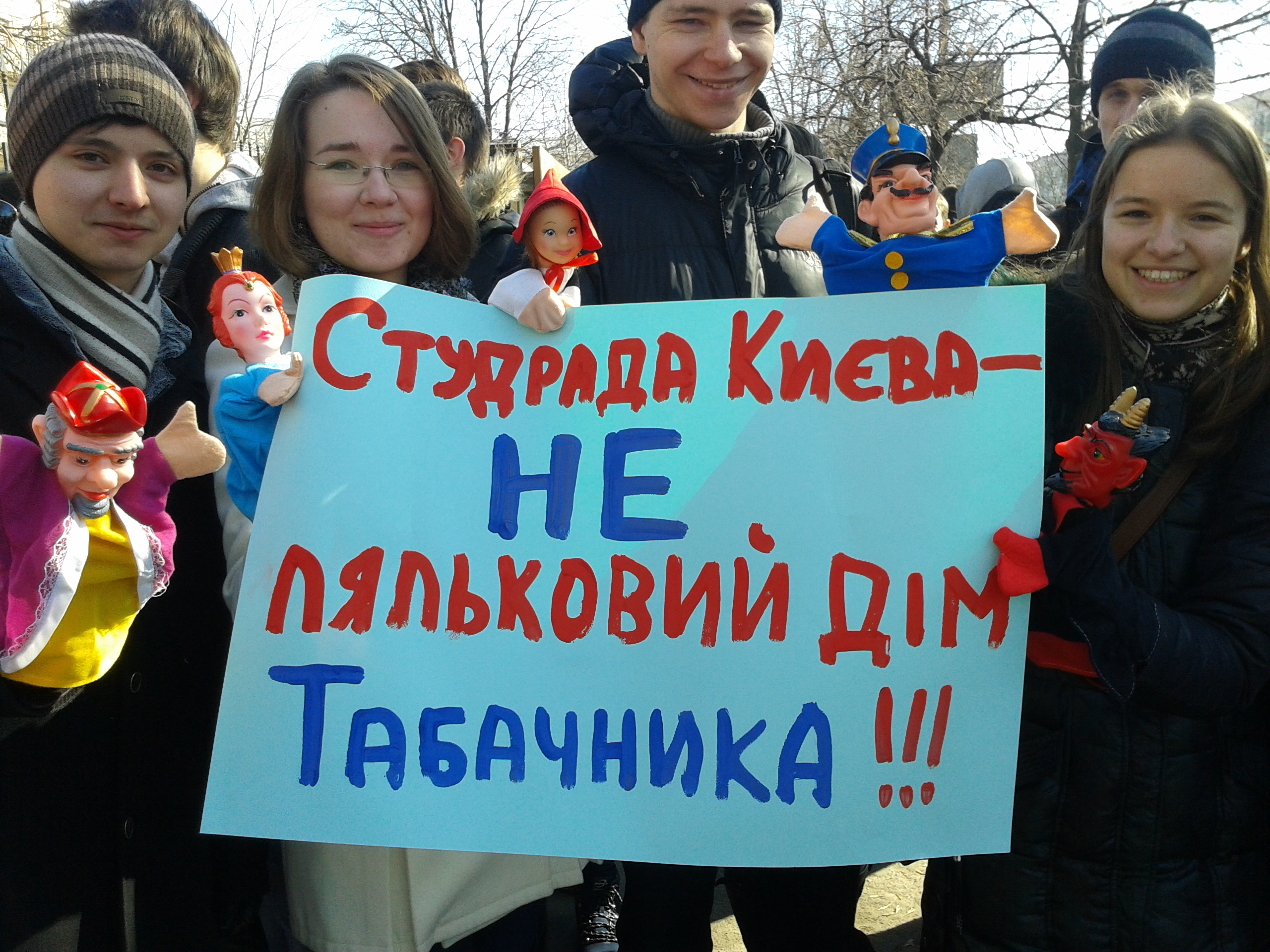
Акція проти спроб Міністерства освіти та науки України встановити контроль над Студентською радою Києва

6 квітня 2013 року студенти, активісти Студентської ради Києва, Відсічі, УАСС, ФРІ вийшли під стіни Міністерства освіти і науки України з протестом проти спроби урядового відомства узурпувати студентське самоврядування. Біля воріт міністерства свій мітинг проводив Артем Нікіфоров, серед яких були присутні молодики з голеними головами. Після нетривалих суперечок обидві сторони запросили у будівлю МОНу, де студенти обговорили проблему. Представники міністерства пообіцяли «врахувати наявність Оксани Дяченко».
Після кількох місяців протистояння за контроль над Студентською радою Києва новообрана голова Оксана Дяченко під тиском МОНу погодилась на перевибори голови, у яких вирішила не брати участі. 24 квітня 2013 року на своїй сторінці у Вконтакте Дяченко повідомила, що не може продовжувати участь у СРК через «політичні ігри» та «втручання зовнішніх сил у налагодження самоврядування».

## Відновлення роботи
13 травня 2014 року в залі засідань Національного університету фізичного виховання і спорту України відбулось підзвітне засідання СРК, на якому було затверджено  звіт координатора Артема Нікіфорова та проведені вибори нового координатора. Ним став Олександр Клімашевський - студент НУФВСУ. За цей час відбулося як відновлення роботи СРК, так і частковий занепад - зневіра студентської молоді до органів влади та роботи МОН дала своє.
Проте низка проведених загальномасштабних студентських заходів все ж допомогла  відновити справедливість та роботу СРК. Серед них не лише заходи Студентської ради, а й найяскравіші заходи ВНЗ м. Києва за час каденції.